# Морда

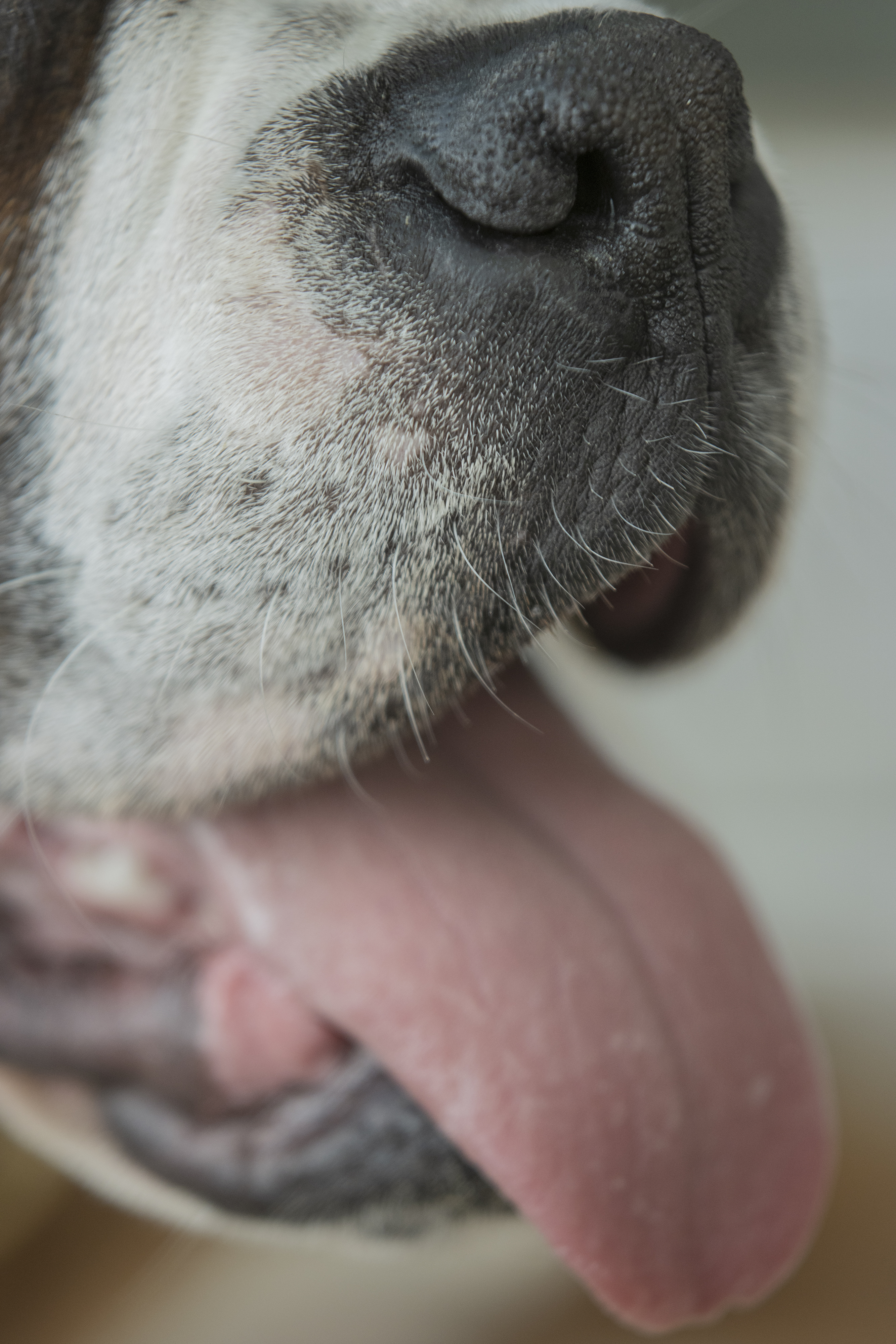

Морда, також писок — передня виступаюча частина обличчя тварини, що складається з її носа, рота та щелепи. У коней, великої рогатої худоби також храп, храпа, у свиней, кабанів — рило. Морда вважається слабким місцем для більшості тварин: завдяки своїй структурі тварина може бути приголомшена, або збита з ніг при застосуванні достатньої сили.
У псів лінію морди утворюють верхня і нижня щелепи. По відношенню до чола морда може бути довгою (якщо довша його) і короткою (коротше чола). При погляді в профіль перенісся (лінія морди) оцінюється як паралельна (лінії чола) або піднята (якщо піднята догори). Крім того, морда може бути гострою, загостреною або тупою.